# Marcus T. R. Schmidt
Marcus T. R. Schmidt  (* 2. März 1967 in Saarbrücken) ist ein deutscher Manager und seit dem 1. Oktober 2013 Sprecher des Vorstands der Reemtsma Cigarettenfabriken GmbH, Hamburg. Darüber hinaus verantwortet Schmidt seit dem 1. August 2011 als General Manager von Reemtsma für Deutschland und die Schweiz die Bereiche Vertrieb und Marketing in beiden Ländern.

## Werdegang
Schmidt studierte Betriebswirtschaft. Er ist mit einer Unterbrechung seit 1992 für Reemtsma und Imperial Tobacco tätig und hatte verschiedene Funktionen in Deutschland, Zentralasien, Russland und der Ukraine inne. Von 2007 bis 2011 war er für Imperial Tobacco als General Manager für Russland und Belarus tätig, von 2004 bis 2007 als Sales & Marketing Director für die Ukraine und seit 2000 als Marketing-Direktor für Russland, Belarus und das Baltikum.
Am 4. November 2011 wurde Schmidt zudem zum Vorstandsvorsitzenden des Deutschen Zigarettenverbands gewählt.